# Кукавице (ред)
Кукавице (лат. Cuculiformes) су ред птица.
Ред има само једну породицу, а традиционално му је приписивана и породица хоацина која садржи само једну, истоимену врсту, и туракоа с 23 врсте. Туракои имају најчешће врло шарено перје и углавном живе у шумама Африке. Ове друге две породице се данас воде као самостални редови  Opisthocomiformes и Musophagiformes.
У породици правих кукавица има око 140 врста, ок којих више од 50 паразитирају гнезда других птица. То су углавном птице средње величине које се задржавају у шумовитим подручјима, као и оним обраслим грмљем. Постоји полни диморфизам, то јест мужјаци и женке се често величином и тежином доста разликују.

## Систематика
ред Cuculiformes
породица:Cuculidae
раније и
породица:Opisthocomidae